# Ronno
Ronno é uma comuna francesa na região administrativa de Auvérnia-Ródano-Alpes, no departamento de Ródano. Estende-se por uma área de 22,92 km². Em 2010 a comuna tinha 664 habitantes (densidade: 29 hab./km²).